# فرودگاه منطقه‌ای میلینگتون
فرودگاه منطقه‌ای میلینگتون (به انگلیسی: Millington Regional Jetport) یک فرودگاه همگانی با کد یاتا NQA است که یک باند فرود آسفالت و بتن دارد و طول باند آن ۲۴۳۸ متر است. این فرودگاه در کشور ایالات متحده آمریکا قرار دارد و در ارتفاع ۹۷٫۵ متری از سطح دریا واقع شده‌است.